# 고운하
고운하(高運河, 1874년 ~ ?)는 대한제국의 관료이며 일제강점기의 법조인이다.

## 생애
한학을 공부하여 진사시에 합격한 뒤 관직에 올랐다. 충청남도 감찰사 주사, 대한제국 중추원 참의관 등을 지냈고, 강원도 회양군과 철원군에서 군수로 재직했다.
관직에서 물러난 뒤 도쿄에 유학하여 메이지 대학 법학과를 졸업했다. 한일 병합 조약이 체결된 1910년에 귀국하여 조선총독부 판사에 임명되었다. 이후 약 8년 동안 경성지방법원 개성지청과 부산지방법원 마산지청에서 판사로 근무했다.
1918년에 판사직을 사직하고 이듬해 변호사를 개업했다. 변호사로 일하면서 강원도 도회의원과 동주금융조합장, 철원번영회장을 역임하는 등 철원 지역의 유지로 활동했다. 같은 시기에 철원에서 기업체를 운영하기도 했다.
1935년 총독부가 편찬한 《조선공로자명감》에 353명의 공로자 중 한 명으로 기재되어 있다. 《조선공로자명감》에는 고운하가 대한제국 관리 시절부터 굶주린 백성을 위해 사재를 털어 존경을 받은 것으로 되어 있고, 언제나 정의의 편에 서서 “빈궁한 사람들에 대해서는 소송비를 받지 않고 법률의 혜택을 입게” 해주는 등 인자하고 독실한 성품을 지녔다는 인물평이 실려 있다.
2008년 민족문제연구소가 공개한 민족문제연구소의 친일인명사전 수록예정자 명단 중 사법 부문에 포함되었다.

## 참고자료
- 고운하(高運河) - 국사편찬위원회